# Подбеже
Подбеже (словен. Podbeže, итал. Pobese) је насељено место у општини Илирска Бистрица, Приморско-нотрањска регија, Словенија.

## Историја
До територијалне реорганизације у Словенији биле су у саставу старе општине Илирска Бистрица.

## Становништво
У попису становништва из 2011. године, Подбеже је имало 85 становника.
| Број становника према пописима | Број становника према пописима | Број становника према пописима |
| ------------------------------ | ------------------------------ | ------------------------------ |
| 1991                           | 2002                           | 2011                           |
| 127                            | 110                            | 85                             |

Напомена: Године 2006. смањена за део насеља који је спојен са издвојеним деловима из насеља Харије, Сабоње и Томиње у ново самостално насеље Залчи.